# 沙蒂永-拉博尔德
沙蒂永-拉博尔德（法語：Châtillon-la-Borde，發音：[ʃatijɔ̃ la bɔʁd] ⓘ）是法国塞纳-马恩省默伦区的市镇，面积7.25平方千米，2022年1月1日人口为224人。该市镇于1790-1794年间由沙蒂永（Châtillon）和拉博尔德（La Borde）合并而成。

## 地理
沙蒂永-拉博尔德（48°31'49"N, 2°50'7"E）面积7.25平方千米，位于法国法蘭西島大區塞纳-马恩省，该省份为法国北部内陆省份，北起瓦兹省，西接埃松省、马恩河谷省、塞纳-圣但尼省和瓦兹河谷省，南至卢瓦雷省，东南接约讷省，东临马恩省和奥布省，东北接埃纳省。
与沙蒂永-拉博尔德接壤的市镇（或旧市镇、城区）包括：圣梅里、锡夫里-库尔特里、布朗迪、拉沙佩勒戈捷。
沙蒂永-拉博尔德的时区为UTC+01:00、UTC+02:00（夏令时）。

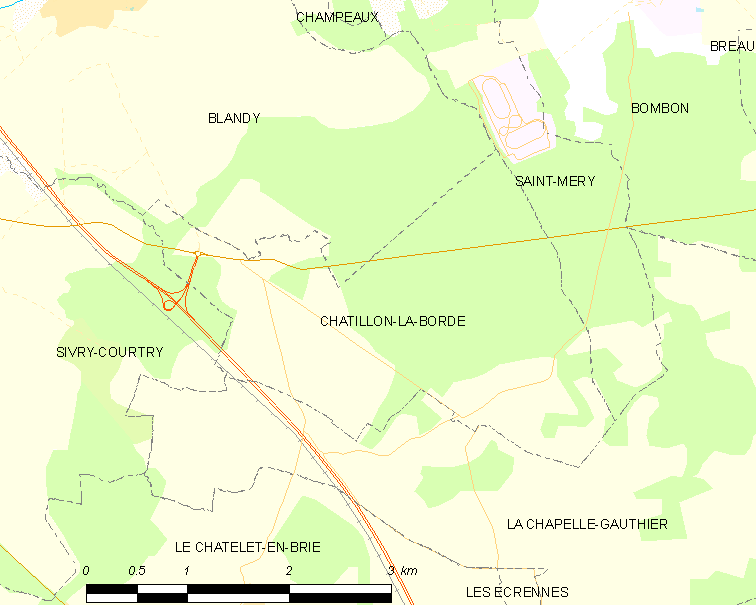
沙蒂永-拉博尔德的OSM定位图

## 行政
沙蒂永-拉博尔德的邮政编码为77820，INSEE市镇编码为77103。

## 政治
沙蒂永-拉博尔德所属的省级选区为楠日县。

## 人口

1962-2008年间沙蒂永-拉博尔德人口变化图示

沙蒂永-拉博尔德于2022年1月1日时的人口数量为224人。